# 魁星宮
魁星宮，又稱淡水魁星宮。主祀魁星爺的臺灣民間信仰廟宇。魁星宮本宮位於臺灣新北市淡水區，為1984年改建，魁星宮也成為大臺北地區魁星廟的代表。魁星宮，淡水鎮八勢里，中正東路2段5巷12號，主祭魁星，本為王姓民家奉祀，民國73年擴建為鋼筋水泥宮廟。魁星宮，龍邊祀祭「蔣公中正天尊」，左手握書「蔣公聖言—實行三民主義」寶卷。王家於圓山飯店任職，曾接觸蔣中正總統，民國64年蔣中正先生逝世後，王家塑其金身以祭。中正東路2段5巷，南側為八勢里，北側為竿蓁里，魁星宮為明顯分界標的。

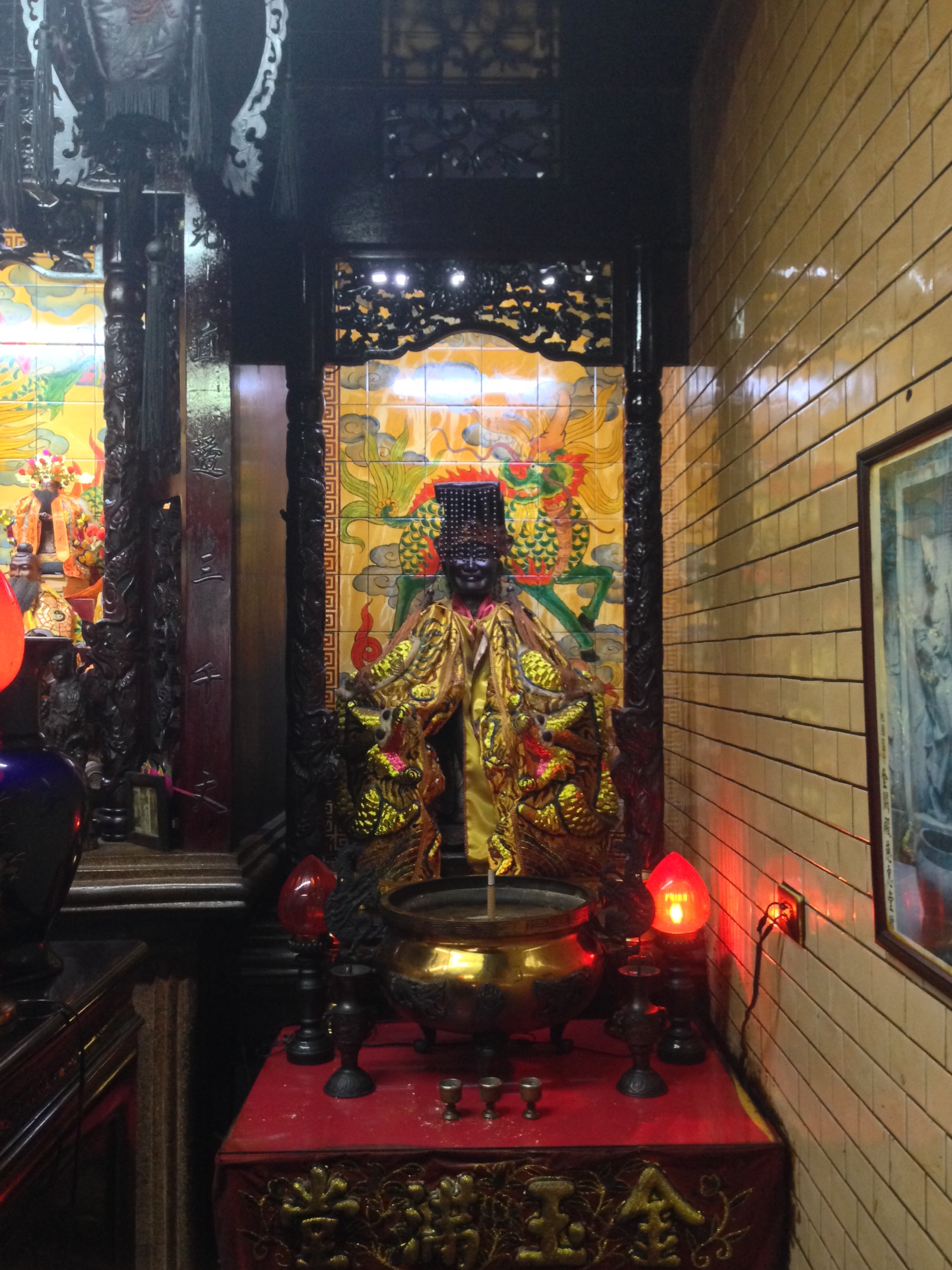
蔣公神像

## 特色
本宮是台北地區唯一供奉「蔣公王爺」的宮廟
全台灣有4座宮廟供奉蔣公王爺：
- 新北市淡水的魁星宮，供奉一尊「蔣公王爺」，神像的辨識度頗高。
- 彰化縣花壇金盾城隍廟民國64年供奉蔣公神位，尊稱為「中華禪師」。
- 高雄市蔣公感恩堂由觀世音菩薩作為廟內主神，蔣公則移至左側。
- 新竹縣寶山玖龍宮老總統出巡，身穿古代軍裝持寶劍是很稀奇的裝扮。

## 供奉神祇
- 魁星爺
- 中壇元帥 - 新營太子宮分靈（本宮太子爺的祖廟。）[來源請求]

- 先總統　蔣公（蔣公中正天尊）
- 天上聖母

## 外部連結
- 粉絲專頁：https://www.facebook.com/LordKuiXing
- 官方網站：http://lordkuixing.weebly.com/ （页面存档备份，存于）